# Uloža
Uloža – słowacka wieś i gmina (obec) w powiecie Lewocza w kraju preszowskim.

## Historia
Pierwsze wzmianki o wsi pochodzą z 1280 roku. Początkowo była to wieś tylko dla trędowatych.

## Geografia
Centrum wsi leży na wysokości 870 m n.p.m. Gmina zajmuje powierzchnię 6,837 km². W 2011 roku zamieszkiwały ją 193 osoby.